# Франческо Пиколомини
 Тази статия е за генерала на Йезуитския орден.  За римския папа вижте Пий III.  
Франческо Пиколомини (на италиански: Francesco Piccolomini) е генерал на Йезуитския орден от 1649 до 1651 г.

## Биография
Роден е на 12 октомври 1582 г. в Сиена, в знатна италианска фамилия, дала на католическия сват двама римски папи – Пий II и Пий III. Франческо Пиколомини става член на Ордена на йезуитите на 26 януари 1600 г., след което става преподавател по философия в папския Григориански университет, а по-късно генерален секратар на ордена. На 21 декември е избран за 8-и генерал на ордена. Умира на 17 юни 1651 г.